# 拉罗什富科 (夏朗德省)
拉罗什富科（法語：La Rochefoucauld，法語發音：[la ʁɔʃfuko]）是法国夏朗德省的一个旧市镇，位于该省东部，属于昂古莱姆区。2019年，拉罗什富科与市镇圣普罗热-圣康斯坦合并为新市镇昂古莱姆地区拉罗什富科，拉罗什富科为新市镇行政中心。

## 地理
拉罗什富科（45°44'26"N, 0°23'10"E）面积7.21 平方千米，位于法国新阿基坦大区夏朗德省，该省份为法国西部内陆省份，北起德塞夫勒省和维埃纳省，东临上维埃纳省，东南至多尔多涅省，南至多爾多涅省，西接滨海夏朗德省。
与拉罗什富科接壤的市镇（或旧市镇、城区）包括：马里亚克勒弗朗、朗科涅、里维耶尔、圣普罗热-圣康斯坦、塔波纳-弗勒里尼亚克。
拉罗什富科的时区为UTC+01:00、UTC+02:00（夏令时）。

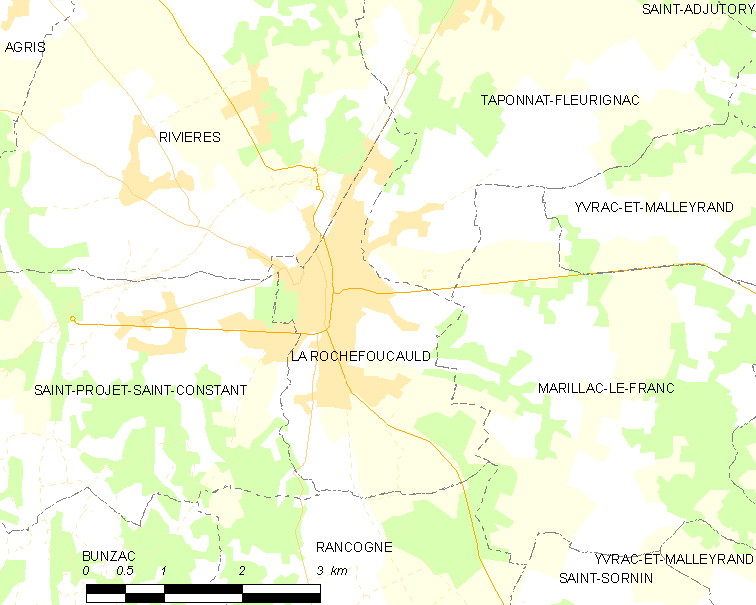
拉罗什富科的OSM定位图

## 行政
拉罗什富科的邮政编码为16110，INSEE市镇编码为16281。

## 政治
拉罗什富科所属的省级选区为塔杜瓦尔河谷县。

## 人口

1962-2008年间拉罗什富科人口变化图示

拉罗什富科于2018年1月1日时的人口数量为2911人。